# William Devino
William Bentvena, de seudónimo Billy Batts (1936/37 – 11 de junio de 1970), conocido también como William Devino, fue un mafioso estadounidense de la familia criminal Gambino que fue amigo de mucho tiempo de John Gotti en la década de 1960. Después de pasar seis años en prisión por tráfico de narcóticos, Bentvena fue asesinado por el asociado de la familia criminal Lucchese Tommy DeSimone, con la ayuda de sus compañeros asociados James Burke y Henry Hill.

## Vida
Nacido en Brooklyn el 1936/37, poco se sabe sobre los primeros años de vida de Bentvena aparte de que creció en la misma área que DeSimone y Hill. En 1959, Bentvena se convirtió en socio de la familia criminal Gambino y en 1961 se convirtió en miembro de pleno derecho, o made man. Bentvena era un soldado callejero protegido de Carmine Fatico.
En mayo de 1958, Bentvena se convirtió en miembro de lo que se conocería como The Ormento Group, una red de contrabando de heroína (llamada así por John Ormento, un Capo en la familia criminal Lucchese, el "CEO" del grupo); Los "directores generales" fueron Carmine Galante y Anthony Mirra. El 14 de febrero de 1959, Bentvena fue a Bridgeport, Connecticut, para completar un negocio de drogas para Joseph "Joe The Crow" DelVecchio y Oreste "Ernie Boy" Abbamonte. Cuando llegó a Bridgeport, la policía encubierta arrestó a Bentvena y lo acusó de posesión e intercambio de narcóticos. Más tarde, Bentvena fue condenado por contrabando de heroína en junio de 1962 junto con el coacusado Carmine Galante y condenado a 15 años en el Federal Correctional Institution en Danbury, Connecticut.

## Asesinato
Después de su liberación de una sentencia de prisión de ocho años en 1970, según las memorias de la mafia Wiseguy, Henry Hill describe la fiesta de "bienvenida a casa" para Bentvena en el Robert's Lounge, un club nocturno propiedad de James Burke. Bentvena preguntó en broma a Tommy DeSimone "si todavía limpiaba zapatos", lo que DeSimone percibió como un insulto, inclinándose hacia Hill y Burke para decir: "Voy a matar a ese cabrón". Dos semanas más tarde, el 11 de junio de 1970, Bentvena estaba en The Suite, el club nocturno de Hill en Jamaica, Queens. Con el club casi vacío, DeSimone golpeó con una pistola a Bentvena, gritando: "¡Pule estos malditos zapatos!" antes de golpearlo hasta dejarlo sangrando.
Después de que Bentvena fuera severamente golpeado y dado por muerto, DeSimone, Burke y Hill colocaron su cuerpo en el maletero del coche de Hill y se detuvieron en la casa de la madre de DeSimone para conseguir un cuchillo, cal agrícola y una pala. Al escuchar unos sonidos en el maletero, se dieron cuenta de que Bentvena todavía estaba vivo, por lo que DeSimone y Burke lo golpearon hasta matarlo con la pala y una barra de hierro. Burke tenía un amigo que era dueño de una perrera en Upstate New York, y Bentvena fue enterrado allí. En el momento de su asesinato en 1970, Bentvena tenía 37 años y era un hombre respetado y temido en la familia criminal Gambino.

## Consecuencias
Aproximadamente tres meses después del asesinato de Bentvena, el amigo de Burke vendió la perrera a los promotores inmobiliarios, por lo que Burke ordenó a Hill y DeSimone que exhumaran el cadáver de Bentvena y lo desecharan en otro lugar. En "Wiseguy", Hill dijo que el cuerpo finalmente fue aplastado dentro de un auto en un compactador mecánico en un depósito de chatarra de Nueva Jersey, propiedad de Clyde Brooks. En el comentario de la película Goodfellas, afirma además que el cuerpo de Bentvena fue enterrado por primera vez en el sótano del Robert's Lounge, un bar y restaurante propiedad de Burke, y más tarde fue aplastado en el compactador.
El 14 de enero de 1979, DeSimone desapareció. Se especula que la familia Gambino ordenó la muerte de DeSimone, un mafioso asociado con la familia criminal Lucchese, por su papel en el asesinato no autorizado de Bentvena y Ronald "Foxy" Jerothe. Otra teoría es que la familia Gambino no sabía sobre el asesinato de Bentvena y que el capitán de Gambino John Gotti podría haber querido vengarse por el asesinato de Jerothe por parte de DeSimone, otro asociado de Gambino y buen amigo de Gotti.
En 1980, frente a una larga sentencia por tráfico de cocaína, Hill entregó pruebas del estado y testificó en los juicios de James Burke y Paul Vario. También se estaban preparando cargos contra Burke por el asesinato de Bentvena, sin embargo, no resistieron el escrutinio legal, ya que Hill afirmó ser tanto el único testigo vivo "así como" un cómplice.

## A posteriori
En la película de 1990 de Martin Scorsese Goodfellas, el personaje de Billy Batts (Bentvena) fue interpretado por Frank Vincent. Su intercambio con el personaje de Tommy DeVito (interpretado por Joe Pesci, basado en Tommy DeSimone) en la fiesta de bienvenida a casa ha sido descrito como "icónico". El insulto de Batts a DeVito ("¡Ahora vete a casa y consigue tu puta caja de brillo!") se ha considerado una de las frases más memorables de la historia del cine.
Una foto del mafioso de Filadelfia Pat Spirito suele etiquetarse erróneamente como perteneciente a Bentvena en varios artículos de prensa, sitios de la mafia y foros en línea. Ninguna foto conocida de Bentvena está disponible en línea a partir de mayo de 2022.